# 1130 Скульд
1130 Скульд (1130 Skuld) — астероїд головного поясу, відкритий 2 вересня 1929 року.
Тіссеранів параметр щодо Юпітера — 3,617.
Назва походить від імені Скульд (Skuld — майбутнє, обов'язок) — наймолодшої з трьох Норн (в германо-скандинавській міфології три жінки, чарівниці, наділені чудовий дар визначати долю світу, людей і навіть богів).